# Разомкнутые объятия
«Разомкнутые объятия» (исп. Los abrazos rotos) — кинофильм режиссёра Педро Альмодовара, вышедший на экраны в 2009 году.

## Сюжет
Матео Бланко (Луис Омар) — известный сценарист, давно живущий под псевдонимом Гарри Кейн. Он слеп, и о нём заботится его давняя подруга и союзница в мире кинематографа Джудит (Бланка Портильо). А когда и она занята, компанию Гарри составляет её сын Диего (Тамар Новас), являющийся ценным помощником и «спарринг-партнёром» слепого автора в нелегком деле сочинения сценариев. Эту размеренную жизнь нарушает известие о смерти знаменитого бизнесмена Эрнесто Мартеля (Хосе Луис Гомес), и вскоре к Гарри инкогнито является наследник бизнес-империи Рэй Экс (Рубен Окандиано) с предложением снять автобиографический фильм. Сценарист быстро раскусывает замысел посетителя и дает ему резкий отказ. Такая болезненная реакция не могла не заинтересовать Диего, и он желает узнать её причины. Наконец, Гарри рассказывает ему свою историю любви.

## В ролях
- Пенелопа Крус — Лена
- Луис Омар — Матео Бланко / Гарри Кейн
- Бланка Портильо — Джудит Гарсия
- Хосе Луис Гомес — Эрнесто Мартель
- Тамар Новас — Диего
- Рубен Окандиано — Рэй Икс
- Анхела Молина — мать Лены
- Мариола Фуэнтес — Эдурне
- Чус Лампреаве — консьержка
- Кити Манвер — мадам Милен
- Дани Мартин — Марио

## Награды и номинации

### Награды
- 2009 — Премия «Феликс»
  - Лучший композитор — Альберто Иглесиас
- 2010 — Премия «Гойя»
  - Лучшая музыка — Альберто Иглесиас

### Номинации
- 2009 — Каннский кинофестиваль
  - Золотая пальмовая ветвь — Педро Альмодовар
- 2009 — Премия «Феликс»
  - Лучшая женская роль — Пенелопа Крус
  - Лучший режиссёр — Педро Альмодовар
  - Приз зрительских симпатий — Педро Альмодовар
- 2010 — Премия BAFTA
  - Лучший фильм не на английском языке — Педро Альмодовар, Агустин Альмодовар
- 2010 — Премия «Золотой глобус»
  - Лучший фильм на иностранном языке
- 2010 — Премия «Гойя»
  - Лучшая актриса — Пенелопа Крус
  - Лучший сценарий — Педро Альмодовар
  - Лучшие костюмы — Соня Гранде
  - Лучший грим и прически — Массимо Гаттабрузи, Ана Лосано

## Кассовые сборы
Мировые кассовые сборы картины составили 30 991 660 долларов США. Среди прочего, в Испании фильм «Разомкнутые объятия» заработал 5 798 555 долларов США, в России — 1 156 366.

## Дополнительная информация
- Съёмки фильма проходили в городах Арукасе, Мадриде, Парле и на острове Лансароте.
- Сюжет фильма «Девушки и чемоданы», который снимает Матео Бланко, повторяет одну из сюжетных линий фильма Педро Альмодовара «Женщины на грани нервного срыва».